# Villa Nova
Villa Nova (łac. Diocesis  Villanovensis) – stolica historycznej diecezji w Cesarstwie rzymskim w prowincji Mauretania Cezarensis, zlikwidowana w VII w. podczas ekspansji islamskiej, współcześnie w północnej Algierii. Obecnie katolickie biskupstwo tytularne. 

## Biskupi tytularni
| Lp. | Biskup                  | Funkcja                              | Od               | Do                   |
| --- | ----------------------- | ------------------------------------ | ---------------- | -------------------- |
| 1   | Santo Bartolomeo Quadri | biskup pomocniczy Pinerolo (Włochy)  | 17 marca 1964    | 10 lutego 1973       |
| 2   | Anthony Francis Mestice | biskup pomocniczy Nowego Jorku (USA) | 5 marca 1973     | 29 kwietnia 2011     |
| 3   | Matteo Maria Zuppi      | biskup pomocniczy Rzymu (Włochy)     | 31 stycznia 2012 | 27 października 2015 |
| 4   | Mirosław Milewski       | biskup pomocniczy płocki             | 23 stycznia 2016 |                      |